# ストルミャニ
座標: 北緯41度38分 東経23度12分 / 北緯41.633度 東経23.200度

ストルミャニ
Струмяниストルミャニ ブルガリア内のストルミャニの位置

ストルミャニ（ブルガリア語:Струмяни、ラテン文字転写:Strumyani）はブルガリア南西部の町、およびそれを中心とした基礎自治体。ブラゴエヴグラト州に属する。
領域の一部はピリン国立公園に含まれている。ピリン国立公園はユネスコの世界遺産にも登録されている国立公園である。

## 町村
ストルミャニ基礎自治体（Община Струмяни）には、その中心であるストルミャニをはじめ、以下の町村（集落）が存在している。
- Велющец
- Вракуповица
- Гореме
- Горна Крушица
- Горна Рибница
- Добри лаки
- Драката
- Игралище
- Илинденци
- Каменица
- Клепало

- Колибите
- Кърпелево
- Махалата
- Микрево
- Никудин
- Палат
- Раздол
- Седелец
- Струмяни
- Цапарево